# Принцип джит-надійності
При́нцип JIT- (джит-) наді́йності — спосіб підвищення надійності функціонування системи шляхом резервування енергії або інформації.
Підвищення надійності функціонування технічної системи завжди було і залишається актуальною, але важковирішуваною проблемою. Найбільш поширеним способом зменшення відмов є введення структурної надлишковості в систему. Для цього, наприклад, дублюють найбільш відповідальні елементи схеми. У великій системі такий шлях підвищення надійності не завжди прийнятний внаслідок дорожнечі елементів або неможливості їх розміщення.
Принципово інший шлях підвищення надійності системи полягає в тому, що в неї вводиться не структурна, а енергетична надмірність. Такий шлях називається методом «джит-надійності» (англ. «JIT-reliability») або JIT — «Якраз вчасно»). Принцип «Якраз вчасно» є основоположним у логістиці, ощадливому виробництві, системі з управління якістю, програмуванні.
Дію принципу джит-надійності можна показати на прикладі електричної релейної схеми. Традиційно для зниження ймовірності відмови схеми паралельно встановлюються реле. За принципом джит-надійності на вході живлення схеми підвищується напруга, послідовно встановлюється гасящій резистор. При відмові роботи якого контакту на ньому миттєво, за законом Ома, зростає напруга, з урахуванням резервної потужності. Робота схеми відновлюється. Інтуїтивно цей принцип давно використовується в електричних і гідравлічних системах.
Принцип джит-надійності ґрунтується на здатності системи до самоорганізації. Особливе значення він може отримати при створенні систем за нанотехнологіями, систем «людина-машина» і глобальних систем. Знання та їх виробництво також можна віднести до джит-надійності.